# Лешмир (Салаж)
Лешмир (рум. Leșmir) насеље је у Румунији у округу Салаж у општини Марка. Oпштина се налази на надморској висини од 175 m.

## Становништво
Према подацима из 2002. године у насељу је живело 475 становника.

### Попис2002.
| Расподела становништва по националности 2002.‍ | Расподела становништва по националности 2002.‍ | Расподела становништва по националности 2002.‍ | Расподела становништва по националности 2002.‍ | Расподела становништва по националности 2002.‍ |
| --------------------------------------------- | --------------------------------------------- | --------------------------------------------- | --------------------------------------------- | --------------------------------------------- |
|                                               |                                               |                                               |                                               |                                               |
| Румуни                                        | Румуни                                        |                                               | 79                                            | 16,7%                                         |
| Мађари                                        | Мађари                                        |                                               | 373                                           | 78,7%                                         |
| Роми                                          | Роми                                          |                                               | 22                                            | 4,6%                                          |